# Нижняя Вязера
Нижняя Вязера — село в Инсарском районе Мордовии. Входит в состав Сиалеевско-Пятинского сельского поселения.

## География
Расположено на речке Вязере, в 8 км от районного центра и 26 км от железнодорожной станции Кадошкино.

## История
В «Списке населённых мест Пензенской губернии» (1869) Нижняя Вязера — деревня казённая из 117 дворов (846 чел.) Инсарского уезда. В переписи 1913 г. Нижняя Вязера — село из 289 дворов (1877 чел.); имелись церковно-приходская школа, хлебозапасный магазин, пожарная машина, 6 ветряных мельниц, шерсточесалка, 6 маслобоен и просодранок, кузница, 4 лавки. В начале 1930-х гг. был создан колхоз, в 1950-е гг. — отделение племенного совхоза им. Желябова, с 1993 г. — совхоз, с 1997 г. — СХПК «Вязерский». В современном селе — библиотека, медпункт, отделение связи, клуб; Казанская церковь (1893; построена на средства прихожан).

## Население
| 1989 | 2002 | 2010 |
| ---- | ---- | ---- |
| 378  | ↘304 | ↘259 |

Национальный состав
Согласно результатам Всероссийской переписи населения 2002 года, в национальной структуре населения русские составляли 94 %.